# Peter Bocage
Pour les articles homonymes, voir Bocage (homonymie).
Peter Bocage est un trompettiste et violoniste de jazz américain né le 31 juillet 1887 à Algiers dans la banlieue de La Nouvelle-Orléans en Louisiane et décédé le 3 décembre 1967 dans la même ville.
Multi-instrumentiste doué, il ne se considérait pas comme un musicien de jazz mais plutôt comme un musicien de ragtime,,.

## Enfance et formation
Né le 31 juillet 1887 dans une famille créole prospère d'Algiers, un quartier de la banlieue de La Nouvelle-Orléans situé face au Vieux carré français, de l'autre côté du fleuve Mississippi, Peter Bocage commence à prendre des leçons de violon à l'âge de 13 ans,,,.
Il apprend ensuite à jouer du cornet, du trombone, de la mandoline, du banjo et du xylophone,.
Il joue bientôt dans les fêtes locales avec le groupe de son père, mais commence également à jouer avec divers groupes à Storyville,.

## Carrière
À 21 ans (1908), Peter Bocage est le leader d'un des groupes de ragtime les plus populaires, le Superior Orchestra, dont fait également partie le cornettiste et trompettiste Bunk Johnson à qui il apprend à déchiffrer une partition,,. À l'époque, Bocage joue du violon.
Issu de la culture créole, Bocage recherche un son doux et raffiné, à l'opposé des styles de jazz plus chauds du quartier Uptown de La Nouvelle-Orléans, qu'il appelait les styles vicieux, illustrés par Buddy Bolden et Freddie Keppard, styles qui ont fini par l'emporter,.
Au milieu des années 1910, Peter Bocage commence à apprendre la trompette.
En 1917, il forme avec Fate Marable le premier groupe musical interracial, sur les bateaux à vapeur de la compagnie Streckfus Steamboat Line,,.
Tout au long de cette période, Bocage joue avec les meilleures fanfares (brass and dance bands) de la Nouvelle-Orléans.
En 1918, Peter Bocage joue dans l'Onward Brass Band qui comprend King Oliver, et devient également un membre régulier du Tuxedo Orchestra, qui comprend Louis Armstrong,.
En 1922, il prend la tête de l'Excelsior Brass Band qu'il dirige pendant dix ans jusqu'à la disparition du groupe en 1932,.
En 1923, Bocage rejoint le New Orleans Orchestra d'Armand J. Piron puis se rend à New York pour une brève résidence au Cotton Club,.
Il réalise plusieurs enregistrements sur le label Victor avec le New Orleans Orchestra d'Armand J. Piron entre 1923 et 1925, puis en 1932 avec son propre ensemble, les Creole Serenaders, un groupe qui s'est produit des années 1930 jusqu'à l'approche de sa mort,.
« Durant les années 1930, la Grande Dépression force Bocage à se tourner vers le secteur des assurances pour gagner sa vie mais, dans les années 1940, il est entraîné dans le revival du jazz traditionnel de La Nouvelle-Orléans avec d'autres qui avaient participé à son âge d'or de 1900 à 1920, et il joue et enregistre avec les Jazz Pioneers ».
En 1945, il quitte brièvement la Nouvelle-Orléans pour prendre la place de Bunk Johnson durant un mois dans le groupe de Sidney Bechet à Boston,.
En 1961, un album est publié sur le label Riverside Records dans la série New Orleans Living Legends, sous le titre Peter Bocage and his Creole Serenaders and the Love-Jiles Ragtime Orchestra,.
Peter Bocage décède le 3 décembre 1967 dans le quartier d'Algiers à La Nouvelle-Orléans qui l'avait vu naître 80 ans plus tôt.